# O Ses Türkiye
O Ses Türkiye (The Voice of Turkey) è la versione turca del talent show olandese The Voice. Va in onda sul canale TV8.
Il programma è condotto da Acun Ilıcalı, mentre i coach sono Murat Boz, Hadise, Yıldız Tilbe e Gökhan Özoğuz.